# A Question of Balance
A Question of Balance — шестой альбом прогрессивной рок-группы Moody Blues, выпущенный в 1970 году. Альбом достиг первого места в Великобритании и третьего места в США.
| Оценки критиков | Оценки критиков |
| Источник        | Оценка          |
| --------------- | --------------- |
| AllMusic        | [ 1 ]           |

## Об альбоме
Альбом был попыткой группы избавиться от своего ранее пышного, психоделического звучания, чтобы лучше исполнять песни на концертах. Гитарист Джастин Хейворд вспоминает: «С самого начала наших сессий записи мы все были убеждены, что нам нужно записать альбом песен, которые можно было бы легко перевести в эффективные живые выступления. В каком-то смысле мы почти вернулись к живым выступлениям в студии, не слишком углубляясь в мир наложений». «На самом деле, было довольно освежающе работать над альбомом A Question of Balance… вернуться к тому моменту, когда мы могли просто собрать кучу песен вместе с немного меньшим количеством инструментов, когда мы могли просто сидеть в комнате и играть».
«Question», заглавный трек альбома, был написан Хейвордом как песня протеста о войне во Вьетнаме.
Текст песни Майка Пиндера «How Is It (We Are Here)» высмеивает концепцию Форт-Нокса.
«The Tortoise and the Hare», написанная басистом Джоном Лоджем, напрямую вдохновлена басней Эзопа.
«And the Tide Rushes In» Рэя Томаса — это размышление о непостоянстве материальных вещей.
Барабанщик Грэм Эдж вносит свой вклад в песню «Don’t You Feel Small»: «В основном это началось как небольшая попытка защитить экологию, а затем я увидел в ней много такого, как то, как люди позволяют чувствовать себя очень незначительными из-за истеблишмента».
Песня Хейворда «It’s Up to You» была вдохновлена одним из его отношений. Майк Пиндер интерпретирует более широкий смысл песни, как принятие ответственности на индивидуальном уровне за глобальные проблемы.
«Melancholy Man» Пиндера принимает глобальную перспективу и сетует на способность общества решать свои самые широкие проблемы.
Финальный трек, «The Balance», сосредоточен вокруг устного повествования. Сопровождающая музыка была первоначально аранжирована для песни Лоджа «The Tortoise and the Hare», которая позже была переработана.

## Список композиций
| №  | Название                  | Автор(ы)        | Ведущий вокал                | Длительность |
| -- | ------------------------- | --------------- | ---------------------------- | ------------ |
| 1. | «Question»                | Джастин Хейворд | Хейворд                      | 5:40         |
| 2. | «How Is It (We Are Here)» | Майк Пиндер     | Пиндер                       | 2:48         |
| 3. | «And the Tide Rushes In»  | Рэй Томас       | Томас                        | 2:57         |
| 4. | «Don't You Feel Small»    | Грэм Эдж        | Хейворд, Томас, Пиндер, Лодж | 2:40         |
| 5. | «Tortoise and the Hare»   | Джон Лодж       | Лодж                         | 3:23         |

| №                   | Название             | Автор(ы)            | Ведущий вокал       | Длительность |
| ------------------- | -------------------- | ------------------- | ------------------- | ------------ |
| 1.                  | «It's Up to You»     | Хейворд             | Хейворд             | 3:11         |
| 2.                  | «Minstrel's Song»    | Лодж                | Лодж                | 4:27         |
| 3.                  | «Dawning Is the Day» | Хейворд             | Хейворд             | 4:22         |
| 4.                  | «Melancholy Man»     | Пиндер              | Пиндер              | 5:49         |
| 5.                  | «The Balance»        | Эдж, Томас          | Пиндер              | 3:33         |
| Общая длительность: | Общая длительность:  | Общая длительность: | Общая длительность: | 38:41        |

## Участники записи
- Джастин Хейворд — вокал, акустическая и электрическая гитары
- Джон Лодж — вокал, бас-гитара
- Майк Пиндер — вокал, меллотрон, moog, фортепиано
- Рэй Томас — вокал, флейта, тамбурин
- Грэм Эдж — ударные, перкуссия